# Bonnières (Oise)
Bonnières è un comune francese di 166 abitanti situato nel dipartimento dell'Oise della regione dell'Alta Francia.

## Società

### Evoluzione demografica
Abitanti censiti